# Soteriscus brumdocantoi
Soteriscus brumdocantoi är en kräftdjursart som beskrevs av Albert Vandel1960. Soteriscus brumdocantoi ingår i släktet Soteriscus och familjen Porcellionidae. Inga underarter finns listade i Catalogue of Life.